# Фибромиалгия
Фибромиалгията е синдром характеризиращ се с хронична болка, напрежение и умора в мускулите, сухожилията и ставите, без да имаме наличие на възпаление. 